# Connaissance de l'enfer
Conhecimento do Inferno
Connaissance de l'enfer (titre original Conhecimento do Inferno) est le troisième roman de l'écrivain portugais Antonio Lobo Antunes publié en 1980. On retrouve les thèmes abordés dans les deux romans précédents ainsi que leur aspect autobiographique. 
En effet, comme lui, le narrateur a participé à la guerre d'Angola en tant que médecin. Cette expérience traumatisante parcourt toute l'œuvre de Lobo Antunes de la même manière qu'elle obsède son narrateur et change sa vision du monde et de la société portugaise. Comme lui, il est écrivain. 

## Résumé
Un homme voyage du sud du Portugal vers Lisbonne en voiture. Sa fille dort sur la banquette arrière. Les souvenirs l'assaillent: son enfance, son mariage, la naissance de ses filles et l'insouciance de cette période tranche avec sa vie depuis l'expérience de la guerre et son divorce. 
Après la guerre, il se retrouve à travailler dans un hôpital psychiatrique. Le récit se concentre sur cette période de sa vie. Un certain mal être l'étreint, sa vision des choses n'est plus aussi simple qu'auparavant. Il semble vivre en spectateur d'une réalité mesquine. Son travail renforce le sentiment de culpabilité qui est le sien depuis la guerre : de par sa situation sociale, il a la sensation de se retrouver encore une fois du côté des bourreaux, de ceux qui envoient la jeunesse portugaise se faire tuer pour préserver leurs intérêts. À l'hôpital, il est chargé de déclarer fou et d'enfermer ceux qui refusant de suivre les règles de la société. Comme à la guerre, il se retrouve dans la position de celui qui juge qui est apte et qui ne l'est pas. Il se retrouve lui-même enfermé dans cet hôpital à la demande de sa famille. Le tableau effrayant qu'il fait du milieu hospitalier lui vaudra d'ailleurs les attaques de l'ordre des médecins. 
L'enfer évoqué dans le titre est tout autant celui du terrain militaire que celui de la société qu'il redécouvre à son retour. L'enfer désigne ces deux mondes caractérisés par l'absurdité, la violence, la solitude, le manque de tendresse, le respect de valeurs traditionnelles. Deux épisodes emblématiques sont à rapprocher: celui ou le narrateur se voit lui-même enfermé dans l'hôpital par sa famille qui le juge surmené. Il finit par se suicider comme le fait un soldat pendant la guerre. La question posée par l'entourage est alors " Pourquoi est-ce que les gens se tuent?". Ceux qui osent dénoncer l'absurdité du réel, l'hypocrisie des hommes sont condamnés.